# Zamach w Szarm el-Szejk (2005)
Zamach w Szarm el-Szejk (23 lipca 2005) – seria ataków bombowych, która wstrząsnęła egipskim kurortem Szarm el-Szejk na południowym krańcu półwyspu Synaj, na Riwierze Morza Czerwonego. 88 osób zostało zabitych, a ponad 150 zostało rannych w wyniku wybuchów bomb prawdopodobnie umieszczonych w samochodach. Zamach był najkrwawszym terrorystycznym aktem w historii Egiptu. Wybuchy zbiegły się w czasie z Egipskim Dniem Rewolucji, który upamiętnia obalenie króla Farouka przez Nassera w 1952.
Ataki miały miejsce w godzinach nocnych, kiedy wielu turystów i lokalnych mieszkańców wciąż przebywało na zewnątrz restauracji, w ogródkach kawiarni i barów. Pierwsza bomba wybuchła o 1:15 lokalnego czasu (22:15 GMT), była ona umieszczona na Starym Rynku (Old Market). Kilka minut później następny wybuch wstrząsnął hotelem Ghazala Gardens, czterogwiazdkowym, ekskluzywnym, ze 176 pokojami, położonym nad zatoką Naama, w dzielnicy hotelowej Naama Bay, położonej przy plaży, ok. 6 km od centrum miasta. Według świadków hotel został „zniszczony”.
Wybuchy były silne, szyby pękały nawet kilka kilometrów od miejsca ataku. Ludzie widzieli ogień i dym na miejscu eksplozji.

## Miejsca ataków
Mutafa Afini, gubernator prowincji Janub Sina' (Synaj Południowy), potwierdził trzy odrębne eksplozje. Kiedy informacje mówiły o co najmniej siedmiu, bliższe i pewniejsze źródła potwierdziły jedynie trzy:
- Obok bazaru „Stary Rynek” (Old Market) w centrum Szarm el-Szejk
- Hotel Ghazzala Gardens, zatoka Naama, zamachowiec podjechał samochodem pod drzwi hotelu
- Hotel Moevenpick, zatoka Naama, samochód-pułapka eksplodował na parkingu.

## Ofiary
| Kraj              | Liczba ofiar |
| ----------------- | ------------ |
| Egipt             | 57           |
| Wielka Brytania   | 11           |
| Włochy            | 6            |
| Turcja            | 4            |
| Niemcy            | 2            |
| Czechy            | 1            |
| Francja           | 1            |
| Hiszpania         | 1            |
| Holandia          | 1            |
| Izrael            | 1            |
| Katar             | 1            |
| Kuwejt            | 1            |
| Stany Zjednoczone | 1            |
| Razem             | 88           |

## Odpowiedzialność za zamachy
Grupa nazywająca siebie brygadami Abdullaha Azzama (od krzewiciela ideologii islamskiej Abdullaha Yusufa Azzama) wzięła na siebie odpowiedzialność za zamachy. Na stronie internetowej grupa napisała, że „święci strażnicy wzięli za cel „Hotel Ghazala Gardens” i „Stary Rynek” w Szarm el-Szejk”, podała również, że jest powiązana z Al-Ka’idą. Autentyczność informacji nie została potwierdzona.
Na tej samej stronie internetowej pojawił się drugi komunikat - ugrupowanie Mudżahedini Egiptu również przyznało się do zamachów twierdząc, że Brygady Abdullaha Azzama nie miały z zamachami nic wspólnego. W oświadczeniu, którego wiarygodności także nie udało się zweryfikować napisano, że zamachów dokonali „męczennicy”: Fajsal Chalil, Hassan Abi Rawa, Mohamad Abdel Madżid, Nader Mohamad Abdel Ghani i Mahamad Hammudi al-Masri. Nie wiadomo, jakiej byli narodowości.
Najprawdopodobniej za potrójnym zamachem w Dahab stała jednak Al-Ka’ida, której bazy pomimo zaprzeczeń egipskich znajdowały się na Półwyspie Synaj. Prowadzący dochodzenie ocenili, że celem zamachowców nie byli tym razem mimo wszystko zagraniczni turyści, lecz obywatele Egiptu pracujący lub spędzający urlopy w tym kurorcie. Al-Ka’ida chciała w ten sposób doprowadzić do zmiany władzy w Egipcie i dlatego usiłowała pozbawić Kair dochodów z turystyki.

## Podłoże
Zamachy na zagranicznych turystów w Egipcie zaczęły się we wczesnych latach 90. XX wieku. Zamachowcy byli typowo zmotywowani przez islamski fundamentalizm i wrogość wobec rządów Husniego Mubaraka w Egipcie. Atakowanie zagranicznych turystów (nie muzułmanów) miało na celu załamanie ruchu turystycznego w Egipcie i osiągnięciu dwóch celów naraz.
Najbardziej krwawy atak przed zamachami w Szarm el-Szejk miał miejsce w listopadzie 1997 w Luksorze, gdzie zginęło 58 osób. W październiku 2004 seria ataków bombowych zabiła 34 osoby w Tabie na półwyspie Synaj, a w kwietniu 2005 Kair został zaatakowany dwa dni z rzędu, zginęło 3 zagranicznych turystów.
Inaczej niż w przypadku zamachu w Tabie, ten nie był wymierzony bezpośrednio w Izraelczyków, dla których Szarm el-Szejk jest popularnym celem podróży.